# Echinorhynchus hexacanthus
Echinorhynchus hexacanthus är en hakmaskart som beskrevs av Félix Dujardin 1845. Echinorhynchus hexacanthus ingår i släktet Echinorhynchus och familjen Echinorhynchidae. Inga underarter finns listade i Catalogue of Life.